# Jamazaki Ansai
Jamazaki Ansai (山崎 闇 斎), japonski filozof in učenjak * 24. januar 1619, † 16. september 1682.
Kariero je začel kot budistični menih, sčasoma pa je sledil naukom neokonfucijanskega filozofa Zhu Xija. Neokonfucijanske ideje je združil s šintoizmom.

## Življenje

### Zgodnja leta: budizem
Jamazaki Ansai, rojen v Kjotu 24. januarja 1619, je bil sin nekdanjega zdravnika in zadnji od štirih otrok. V mladosti sta nanj močno vplivali tako mati kot babica. Medtem ko ga je mama "nagovarjala, naj razvije plemenito srce, ki bi bilo vredno samurajevega sina", ga je babica podpirala pri njegovem študiju kitajskega jezika. Njegov oče ga je poslal v službo v budistični tempelj na gori Hiei. V zgodnjih najstniških letih se je Ansai vrnil domov in po nekaj letih mu je bil končno dovoljen vstop v tempelj Myōshin-ji budistične ločine rinzai zen v Kjotu za nadaljnje proučevanje. Zaradi svoje izjemne znanstvene sposobnosti so mu v zgodnjih dvajsetih letih omogočili vstop v tempelj Gyūkō-ji v Tosi. Med časom v Tosi so mu prijatelji menihi močno svetovali, naj osredotoči svoje študije na nauke neokonfucijanskih učenjakov, s čimer so začeli proces preusmeritve Ansaija v neokonfucijanstvo in dokončno zavrnitev budizma. Ansai je bil še posebej očaran nad spisom učenjaka dinastije Song Zhu Xija (Chu Hsi), ki je kasneje postal osnova Ansaijeve moralne filozofije/učenja. Pri osemindvajsetih letih se je vrnil v Kjoto in pod pokroviteljstvom Nonaketa Kenzana lahko nadaljeval s študijem o neokonfucianizmu in prvič začel objavljati svoje gradivo. Z izdelavo svojega prvega dela Ovrženo krivoverstvo (Heresies Refuted) (Heikii, 1647), dokončno zavračanje budistične vere, je Ansai v celoti sprejel edini pravi način neokonfucianizma.

### Srednja leta: neokonfucianizem in Kimon
Po prvi objavi je Ansai preostalih petindvajset let svojega življenja preživel s pisanjem, objavljanjem, urejanjem, zapisovanjem in ločevanjem konfucijanskih in šintoloških besedil (ki so se nabrala na več kot dva tisoč straneh). Desetletje po Tosi (1647–1657) je Ansai živel, študiral in poučeval v Kjotu. Tam je uredil in objavil veliko število besedil (večinoma komentarjev o delih Zhu Xija). Ansai je pogosto hodil v Edo, da bi pred velikim številom daimjojev (močni japonski fevdalni gospodje) predaval o šoli neokonfucianizma Cheng-Zhuja. Leta 1655 je v Kjotu ustanovil zasebno šolo, spomladi istega leta je začel svoj prvi predavalni cikel in ga končal konec leta 1656.
Ansaijeva skupina konfucijanskih učencev je bila skupno imenovana Kimonova šola. Njegova predavanja so bila osredotočena na lasten, ročno izbran kanon Ansaija. Njegov kanon je bil večinoma sestavljen iz klasičnih konfucijanskih spisov, ki jih je poudaril Zhu Xi: osnovno učenje, razmišljanja o trenutnih stvareh in Štiri knjige (Veliki nauk, Nauk o sredini, Analekte in Mencij). Vendar je v Knjigo premen vključil tudi komentar Cheng Yija. V 1660-ih in 1670-ih je Ansai (po vzoru Zhu Xija) osebno urejal šest knjig, ki so obsegale njegov kanon.
Ansaija so kot učitelja učenci opisali kot "izjemno strogega, včasih strašljivega in kratkočasnega." Na splošno je imel Ansai sloves, da je "samosvoj, naučen in nestrpen." Ansajev sodobnik Kaibara Ekken se je udeležila več njegovih predavanj in ugotovil, da je Ansai: "hud, dogmatičen in bolj ga zanima stroga moralna disciplina kot raziskovanje načel praktičnega učenja." 

### Bakufujska udeležba in šinto začetki
Leta 1658 se je Ansai preselil v Edo, kjer je preživel naslednjih 7 let svojega življenja in nadaljeval s študijem neokonfucijanskih besedil, pa tudi začel z raziskovanjem zgodovine Japonske (na podlagi šinto besedil), ki je ni nikoli dokončal. Potem, ko je Hoshina Masajuki (daimyō iz Aizuja) leta 1665 ustvaril sloves Ansaiju (označil ga je kot izrednega učitelja), ga je povabil, da postane njegov učitelj. Ansai je sprejel položaj in naslednjih sedem let svojega življenja preživel kot Masajukijev osebni učitelj neokonfucijanske filozofije. Za šolanje Masajukija za šest od dvanajstih mesecev v letu je Ansai dobil plačo 100 zlatih ryō, dve sezonski obleki in en haorijski plašč.
Čeprav naj bi si bil Ansai z Masajukijem blizu, je Ansai zavrnil mesto vazala in izjavil, da bi morali konfucijski učenjaki ostati neodvisni od vpliva drugega posameznika. Masajuki se je izkazal za enakovrednega Ansaijevega intelektualca, saj mu je pomagal sestaviti pet različnih del: dva gazetarja za domeno Aizu in tri konfucijanska besedila: Gyokusan kōgi furoku (priloga k predavanju Zhu Xija na Yushanu), Nitei jikyōroku (Zapis dveh Cheovih političnih naukov ), in Irakusanshiden shinroku (Zapis um-srce). V letih, ko je služboval Masajukiju, je Ansai v času svojega prostega časa v Kjotu sestavil več spisov Zhu Xija. Sem spadajo: Jinsetsumondō (Vprašanja in odgovori na razlage "humanosti"), Shōgaku mōyōshu in Daigaku keihatsu shū (Zbirke [pojasnila Zhu Xi] o osnovnem učenju in velikem učenju)
Zaradi tega odnosa Ansai velja za enega izmed učenjakov, ki so najbolj povezani s tokugawskim bakufujom. Ansai je lahko prejel tajne nauke tradicije Yoshide in Ise šintoizma, ki jih bi uporabil pri poskusu rekonstrukcije "čistega šinta", ki bi odražal pot neokonfucianizma.

### Kasnejša leta: Razkol v kimonski šoli
Po Masajukijevi smrti leta 1672 se je Ansai vrnil v Kjoto, kjer je preživel zadnje desetletje svojega življenja. V poznejših letih se je Ansaijev znanstveni fokus dramatično preusmeril v njegov projekt sinhronizacije šintoizma in konfucijanskih misli. Ansaijeva uvedba šintoizma v njegove nauke je na koncu povzročila razkol med njegovimi učenci in jih razdelila v dve skupini: tiste, ki so sledili Ansaijevemu konfucianizmu, in tiste, ki so sledili njegovemu šintoizmu. Le kopici je uspelo narediti oboje. Leta 1680, ko je Ansai predstavil radikalno ponovno interpretacijo Velikega učenja, ki je kljubovalo tradicionalni konfucijanski misli, je imel spor z dvema svojim najboljšima študentoma, Satōm Naokatom in Asamijem Keisaijem, ki nista mogla sprejeti Ansaijeve nove interpretacije. Na koncu je Ansai izgnal Naokato in Keisaija. Po tem se je večina njegovih učencev združila okrog obeh odklonjenih učencev in tako izkoreninila vrsto še zvestih privržencev Ansaija. Ansai je umrl 16. Septembra 1682, njegova nekdanja velika šola pa je ostala ruševina.

## Razkol z budizmom
Ansaijevo zavračanje budizma je temeljilo na tem, kar je dojemal kot temeljno pomanjkljivost, napako budističnih moralnih načel. V neokonfucianizmu je Ansai našel "resnico": univerzalno in večno kozmično pot, ki je ni mogoče najti v budizmu. Njegova kritika je temeljila na dveh medsebojno povezanih napakah, ki jih je zaznal v budistični misli. Prvič, Ansai je menil, da budizmu primanjkuje normativnega sistema obveščanja o etičnem vedenju (izhaja iz njegove interpretacije, da je budistični pojem narave (sei) kot niča ali praznine metafizičen in ne etični ideal). Zaradi tega budizem ni vseboval teorije o umu-srcu in je bil zato neprimeren za negovanje uma (oba sta bila sestavni del Ansaijeve etične misli). Z vidika Ansaijeve nekonfucijanske misli je bil um poln (ki je bil sam po sebi prežet s koncepti petih odnosov in petih vrlin), ne prazen (kot je verjel, da ga budizem dojema). V zadnjem delu svojega življenja, ko je Ansai poskušal dokazati ontološko enotnost šinte in konfucianizma, je razglasil, da sta bila pred prihodom budizma na Japonsko zgodnji šintoizem in konfucianizem enaka. Vpliv budistične misli je okrivil za ustvarjanje lažne dihotomije med obema sistemoma (ki sta se po mnenju Ansaija razlikovala le po imenu).

## Neokonfucijanska učenja

### Vpliv Zhu Xija
Učenje Ansaija je bilo del večjega neokonfucijanskega trenda zgodnjega tokugavskega obdobja, ki ga je Abe Yoshino označil za rigaku (osnovno šolo). V primerjavi s kigakujem (šola materialne sile) je bil glavni poudarek rigakuja na moralni kultivaciji in duhovnosti. Njeni privrženci so "li" (kitajski li: razum, razumsko načelo ali zakon) menili, da je transcendentno načelo.  Čeprav je bil Ansai del tega večjega gibanja, se nikakor ni videl za "inovatorja" neokonfucianizma. Namesto tega je sebe doživljal kot "hlapca resnice", "prenašalca poti" in ni verjel ničesar o tem, kar je naučil, da je novost, saj so vse o “poti” že povedali konfucijanski modreci. Ansai je zlasti menil, da je "zvest prenašalec" spisov tako Zhu Xija kot korejskega neokonfucijanskega filozofa Yi T'oegyeja (1507–1570), s posebnim poudarkom na učenju Zhuja. Zaradi tega je večina Ansaijevih neokonfucijanskih del ponavadi objavljal kot dela Zhu Xija z lastnimi komentarji.
Čeprav se je nekaj Ansajevih naukov nekoliko razlikovalo od Zhu Xijevih, je bila osnova Ansajeve misli globoko utemeljena v najbolj temeljnih premisah Zhu Xija. Najpomembnejše je bilo kozmološko prepričanje Zhu Xija, da sta načela razuma in morale (li) enaka prvotni naravi človeštva (tj. da so načela, ki vodijo in premikajo vesolje, popolnoma enaka tistim, ki sporočajo človekovo etično vedenje). Zato je posameznik z zasledovanjem li-ja "hkrati razvijal potencial svoje notranje narave, da se usmeri v pravilno vedenje." Če bi posameznik to zdržal, bi lahko svoje naravne nagnjenosti spravil v popolno harmonijo z načeli univerzalne morale. Zhu Xi je to izpolnitev potenciala videl kot idealno stanje človekovega obstoja, doseči pa ga je mogoče le, če bi spoštovali svojo dodeljeno moralno dolžnost glede na njihov relativni položaj v družbi. Dolžnosti posameznika so bile odvisne od njihove družbene vloge, prav tako pa tudi od načel, na katerih so temeljile. Vendar pa Zhu Xi tega ni obravnaval kot problematično, saj je bilo vsako od teh načel zgolj drugačna manifestacija istega splošnega načela morale, ki ga najdemo v vsakem človeku. Zhu Xi je verjel, da je izpolnjevanje lastne družbene vloge sredstvo za razumevanje univerzalnega načela človeške morale (li). Takšen postopek je označil za "vodovodno načelo". Izpopolniti svoj naravni, prirojeni potencial in hkrati uresničiti sebe kot avtonomno bitje.

### Ontologija in moralnost
Tako kot Zhu Xi je tudi Ansai verjel, da so načela, ki vodijo kozmični red, enaka etičnim načelom, ki so obveščala o prvotni naravi človeštva (tj. isti sklop načel je vodil tako kozmični kot tudi človeški svet). Ne le, da je bila med makrokozmosom (kozmos) in mikrokozmosom (človekom) povezana, ampak sta medsebojno vplivala (vzajemno in vzporedno). Tako kot kozmični principi aktivno vplivajo na človeštvo (z obveščanjem ljudi o njihovih naravnih, moralnih imperativih), tako tudi človeška bitja aktivno vplivajo na kozmični red s svojim kolektivnim vedenjem. Zato je Ansai verjel, da je za človeštvo treba doseči enotnost s kozmosom. Z razumevanjem etičnih načel bi lahko hkrati razumeli kozmična načela in pozitivno vplivali ne samo na njih, ampak tudi na vesolje. Moralo je povezal s petimi evolucijskimi fazami, da bi pokazal, da niso le kozmični in moralni principi naravni in neizogibni, temveč da medsebojno vplivajo. Fizik in filozof Max Bernhard Weinstein je menil, da so ta stališča posebej skladna s teološko teorijo pandeizma.

### Kozmologija in spoštovanje
Ker je bilo kozmološko vse medsebojno povezano, je Ansai verjel, da dejanja posameznika (podobno kot sodobna teorija kaosa) vplivajo na celotno vesolje. Poudaril je konfucijanski koncept Velikega nauka, v katerem človekova dejanja (središče niza koncentričnih krogov) segajo navzven proti družini, družbi in nazadnje v Kozmus. Pet vrlin (vse v ideji o spoštovanju in je v človekovi izvirni naravi) usmerja pet odnosov med: staršem in otrokom (humanost), gospodom in vazalom (pravičnost / dolžnost), možem in ženo (pripadnost), starejšim in mlajšim (modrost) in med dvema prijateljema (zvestoba). Zhu Xi se je zavzel za izpopolnjevanje teh odnosov (in vrlin) pet korakov: "preudarno se preučuj, temeljito preučuj, natančno preuči, jasno analiziraj in ravnaj vestno." Za Ansaija je bilo učenje moralno sredstvo do konca morale. Od vseh odnosov (in vrlin), ki jih je poudaril Ansai, pa je bil najpomembnejši odnos gospoda in vazala (dolžnost). Ebako kot Zhu Xi (ki je človeštvo videl kot najpomembnejšo vrlino) je Ansai verjel, da je ohranjanje družbenega reda (od dolžnosti do gospoda) največja odgovornost, ki jo mora človek izpolniti.

### Znanje vodi v moralnost
Da bi dosegel spoštovanje (sredstva za osebno gojenje), je Ansai predlagal tiho sedenje. Ansai je s tihim sedenjem verjel, da lahko posameznik dobi dostop do skladišča skritih znanj (lastnih vsem posameznikom). V tej shrambi živi qi (Či, življenjska sila). S kanaliziranjem qi-ja lahko eden spodbudi humanost, kar posledično sproži druge vrline. Skozi znanje raste vrlina. S pomočjo vrline lahko človek deluje v skladu z zunanjim svetom (in Kozmusom na splošno). Tako je znanje izvor, s katerim posameznik uresničuje svoj prirojeni, človeški potencial (kot ga opisuje Zhu Xi).

### Konfucijanska etika, vgrajena v šinto
Iz šinto besedil je ugotovil posebne moralne vrednote, za katere je verjel, da so v konfucijanstvu enakovredne. Na primer, verjel je, da je konfucijanski pojem spoštovanja enak šinto ideji o molitvi (kitō). Pravičnost (v konfucianizmu) je bila enakovredna šinto ideji o poštenosti ali pravičnosti (massugu ali šōjiki). V uvodnih poglavjih Nihongija je Ansai pojasnil, da je bilo pet generacij zemeljskih bogov (kami) enakovredno petim evolucijskim fazam in da se je Amaterasu zavezala, da bo zaščitila božansko rodovom svojih potomcev, skupaj z Yamato- hime prerokba o tem, "da držiš desno, kar je desno, in levo, kar je levo", so izrazi vrednot poti (zvestoba, nesebičnost, trden in buden um). Čeprav je Ansai trdil, da skuša odkriti konfucijanske vrednote znotraj šintoizma, so njegova odkritja močno vplivala na njegovo osebno filozofijo. Iz svoje razlage odlomka iz Nihongija, kjer se Ō-ana-muchi konvertira s svojim duhom, je Ansai verjel, da je telo vsake osebe svetišče, v katerem živi živi duh. V resnici je fizično srce vsake osebe vsebovalo živega boga in zaradi spoštovanja do bogov bi se morali pokloniti sebi. Menil je, da je to analogno konfucijanski praksi samokultiviranja.

### Vpliv šintoizma na Ansaijeve misli
Ansaijeve interpretacije šinto besedil so tudi (presenetljivo) pripeljale do njegove potrditve političnega reda tokugavskega bakufa. Verjel je, da je ravno toliko kot cesar, bakufu del svetega političnega reda (in da so ti bojevniki vzorni v arhetipu Susanoo). Z božanskim mandatom je bil bakufu zaupano varovanje političnega kraljestva v imenu cesarja. Ta politični red je za Ansaija odražal večjo kozmično enotnost neba in človeka. Zaradi svojega prepričanja v to enotnost je Ansai izpodbijal tradicionalno konfucijansko predstavo o nebeškem mandatu, kjer je vladar odgovoren za dobrobit svojih podložnikov in bi lahko izgubil svojo legitimnost, če ne bi ravnal pravilno. Vendar je Ansai menil, da je izzivalna politična avtoriteta najpomembnejša za porušenje harmoničnega ravnovesja med nebom in človekom. Zato mora subjekt zavezovati svojo nepričakovano, brezpogojno zvestobo svojemu gospodarju. Ta ideja je povzročila veliko polemiko med Ansajevimi privrženci v Kimon šoli in med njegovimi učenci Suika šintoizma.

### Metodologija
Herman Ooms v svoji knjigi Tokugawa Ideology opisuje Ansaijevo analizo šintoloških besedil kot utemeljeno v "hermenevtičnih operacijah", ki potekajo na štirih nivojih interpretacije. Prva stopnja je dobesedna. Z vidika Oomsa je Ansai verjel, da so šintoistična besedila, ki jih je prebral, zapis zgodovinskih dejstev. Kami so obstajali in Ansai je verjel vanje. Drugič, Ansai uporablja alegorično razlago besedila z analogno enačbo simbolov, ki jih je našel v šinto besedilih kot izraze konfucijanskih resnic. Tretjič, Ansai je besedila interpretiral na moralni ravni in risal etične paradigme iz šintoloških mitov. Zadnja raven je bila anagogična, pri čemer je Ansai zagovarjal premoč japonskega naroda (v primerjavi z vsemi drugimi) z lastnimi interpretacijami šintoloških besedil. Čeprav je bil Ansai pogosto kritiziran zaradi njegovih mučnih racionalizacij, ki jih je našel Suika šintoizem, Ooms trdi, da je tisto, kar Ansaija razlikuje od drugih neokonfucijanskih učenjakov njegovega časa, "sistematična struktura njegove misli."

### Vpliv in zapuščina
Jamazaki Ansai je bil del večjega gibanja v zgodnji dobi Tokugawe, ki je oživelo in pripomoglo k širjenju neokonfucijske misli na Japonskem. Bil je prvi, ki je na Japonsko predstavil spise korejskega neokonfucijanskega učenjaka Yi T'ogeye in je pripomogel k popularizaciji misli Zhu Xija (deloma zaradi njegovih povezav z vlado). Njegovo politično teorijo je prisvojil bakufuju Tokugava kot sredstvo za legitimno zatiranje političnih izzivov.
Institucije, ki jih je ustanovil Ansai (šola Kimon in Suika šintoizma), niso trajale zelo dolgo (v svojih prvotnih oblikah, kot je Ansai načrtoval). Vendar sta imela moč Ansaijevih idej in vpliv velikega števila njegovih študentov ogromne posledice. Ansaijev Suika šintoizem je šintoizem spremenil v politično ideologijo, ki so jo ultranacionalistični misleci pozneje vključili v 18. in 19. stoletju. Ansai je v svojem znanstvenem raziskovanju šinto besedil uspel razbiti monopol nad šinto naukom, tako da ga je sprostil iz zasebnih skladišč specializiranih šinto krogov (Yoshida, Ise) in s tem omogočil prihodnjim generacijam, da si ga lahko svobodno preučujejo in razlagajo.
Čeprav je šola v Kimonu trpela zaradi različnih razkolov (tako med in po času Ansaija), je njegovo rodoslovje trajalo do današnjih časov. Po Ansaijevi smrti so njegovi študentje še naprej pridigali neko obliko svoje konfucijanske ali suikove šinto misli, tako med občani kot tudi bakufujskimi uradniki. Pozneje je veliko število kimonskih učenjakov zapolnilo vrsto bakufujskih akademij.

## Časovna premica Jamasakija Ansaija
- 1619 Rojen v Kjotu
- 1641 Vstopi v tempelj Gyūkōji v Tosi
- 1647 Zapusti Toso, se vrne v Kjoto in objavi krivoverstva
- 1655 Ustanovi zasebno šolo v Kjotu, začetek Kimona
- 1658 Preseli se v Edo, objavi japonsko osnovno učenje
- 1665 Sprejme mesto zasebnega učitelja Hoshine Masayukija
- 1672 se vrne v Kjoto in objavlja Zapis o svetišču Fuji no mori
- 1680 Spor s Satō Naokato in Asamijem Keisaijem, razkol v šoli Kimon
- 1682 Smrt, pokopan na gori Korotani v Kjotu

## Pomembna dela
- Ovrženo krivoverstvo (Heikii) (1647)
- Japonsko osnovno učenje (Yamato shōgaku) (1658)
- Razmisleki o stvareh, ki so na dosegu roke (označene in objavljene) (1670)
- Zapis o svetišču Fuji no mori (Fuji no mori yuzuemandokoro no ki) (1672)
- Nakatomi harae fūsuisō (komentar besedila Nakatomi harae)

- David H. James: The rise and fall of the Japenese empire